# Justine Kielland
Justine Kvaleng Kielland (22 november 2002) is een voetbalspeelster uit Noorwegen. Ze speelt als middenvelder voor VfL Wolfsburg in de Bundesliga.

## Clubcarrière
Justine Kielland begon haar carrière bij Fossum IF voordat ze voorafgaande aan het 2016 seizoen naar Stabæk IF ging. In augustus 2018 debuteerde ze voor deze club in de Toppserien, het hoogste niveau van Noorwegen.
Door de Noorse krant Fotballkvinner werd Kielland in 2022 opgenomen in het team van het jaar 2022 in de Toppserien.
In 2023 verkocht Stabæk IF Kielland voor een recordbedrag.
In augustus 2023 tekende Kielland een driejarig contract bij de Noorse topclub SK Brann. In de zomer van 2024 maakte ze echter de overstap naar het Duitse VfL Wolfsburg. Bij de Wölfinnen tekende Kielland een contract tot medio 2027.

## Statistieken
| Seizoen | Club         | Land      | Competitie | Wedstrijden | Doelpunten |
| ------- | ------------ | --------- | ---------- | ----------- | ---------- |
| 2018    | Stabæk IF    | Noorwegen | Toppserien | 8           | 0          |
| 2019    | Stabæk IF    | Noorwegen | Toppserien | 15          | 0          |
| 2021    | Stabæk IF    | Noorwegen | Toppserien | 18          | 1          |
| 2022    | Stabæk IF    | Noorwegen | Toppserien | 23          | 2          |
| 2023    | Stabæk IF    | Noorwegen | Toppserien | 16          | 1          |
| 2023    | SK Brann     | Noorwegen | Toppserien | 10          | 0          |
| 2024    | SK Brann     | Noorwegen | Toppserien | 13          | 1          |
| 2024/25 | VfL Wolfsbur | Duitsland | Bundesliga | 0           | 0          |
| Totaal  | Totaal       | Totaal    | Totaal     | 103         | 5          |

Laatste update: 3 juli 2024

## Interlandcarrière
Justine Kielland heeft als jeugdinternational wedstrijden gespeelde voor het onder 18 en onder 23 team van Noorwegen.
In oktober 2023 werd Kielland voor het eerst geselecteerd voor het seniorenteam van Noorwegen. Ze maakte deel uit van de selectie in de Nations League. In december 2023 werd Kielland opnieuw geselecteerd.